# Sideflip
Als Sideflip wird eine in der Luft ausgeführte seitliche Rolle bezeichnet. Ausführen eines Sideflips: Anlauf und Sprung in die Luft, 90 Grad um die horizontale Körperachse drehen, nach dem Aufkommen auf dem Boden sofort unter Zuhilfenahme des Schwungs erneuter Sprung in die Luft und 360 Grad um die vertikale Körperachse drehen.
Der Sideflip ist eine Technik, die hauptsächlich im Freerunning oder XMA angewendet wird. Entgegengesetzt vieler Meinungen wird der Sideflip nicht im Parkour angewendet. Zumindest falls man einen Unterschied zwischen Freerunning und Parkour setzt, in der Praxis vermischt sich beides sehr stark, wodurch eine klare Unterscheidung eher altmodisch ist.